# Melissoptila chilena
Melissoptila chilena är en biart som beskrevs av Urban 1998. Melissoptila chilena ingår i släktet Melissoptila och familjen långtungebin. Inga underarter finns listade i Catalogue of Life.